# Diana Liverman
Diana Liverman, née le 15 mai 1954 à Accra, au Ghana, est professeure titulaire de géographie et de géographie du développement et ancienne codirectrice de l'Institut de l'environnement de l'Université de l'Arizona, aux États-Unis. Elle est experte sur les dimensions humaines du changement environnemental mondial et les impacts du climat sur la société. Elle a été coautrice du rapport spécial sur le réchauffement climatique de 1,5 °C du Groupe d'experts intergouvernemental sur l'évolution du climat (GIEC) du 8 octobre 2018.

## Carrière
Diana Liverman est née à Accra, au Ghana, de parents britanniques. Sa famille est ensuite retournée au Royaume-Uni. Elle a étudié la géographie à l'University College London, à l'Université de Toronto et à l'UCLA où elle a obtenu son doctorat en 1984. Elle a été étudiante et postdoctorante au National Center for Atmospheric Research (NCAR) à Boulder, Colorado de 1982 à 1985, travaillant avec Steve Schneider. Elle a ensuite enseigné la géographie à l'Université du Wisconsin-Madison où elle était également affiliée à l'Institute for Environmental Studies et à l'Université d'État de Pennsylvanie où elle était directrice adjointe du Earth System Science Center dirigé par Eric Barron. Elle a intégré l'Université de l'Arizona en 1995 où elle est devenue directrice des études latino-américaines.
En 2003, elle a été nommée à la première chaire en sciences de l'environnement à l'Université d'Oxford (où elle a également été la première femme nommée à une chaire à la School of Geography) et est devenue directrice de l'Environmental Change Institute, un centre pour la recherche, l'enseignement et la sensibilisation à l'environnement à l'Université d'Oxford. En cinq ans, elle a augmenté le revenu, la taille et le profil de l'ECI, embauchant un certain nombre d'éminents universitaires et travaillant avec des groupes tels que le Tyndall Center et la James Martin 21st Century School. En 2009, elle est retournée en Arizona pour codiriger l'Institut de l'environnement, en collaboration avec le professeur Jonathan Overpeck jusqu'en 2016, lorsque l'Université a restructuré ses cadres supérieurs.
Elle a siégé dans plusieurs comités nationaux et internationaux, notamment au Comité de la National Academy of Sciences sur les dimensions humaines des changements environnementaux mondiaux et au Comité sur les choix climatiques en Amérique. Elle a également présidé le comité consultatif scientifique du programme Global Environmental Change and Food Systems (GECAFS) et du International Human Dimensions Programme Earth System Governance Project. Elle a co-présidé une équipe de transition pour créer une nouvelle initiative de recherche internationale, Future Earth, pour une alliance d'organisations internationales comprenant le Conseil international pour la science, le Programme des Nations unies pour l'environnement et l'UNESCO.
Elle siège au conseil d'administration d'un certain nombre d'organisations, dont l'association Julie's Bicycle qui regroupe des experts de la durabilité culturelle et créative.
Plus de 60 étudiants ont obtenu leur diplôme sous sa supervision.

## Bourse d'études
Diana Liverman a apporté de nombreuses contributions à la compréhension des dimensions humaines du changement environnemental mondial. Ses publications et recherches subventionnées portent sur les impacts climatiques, la vulnérabilité et l'adaptation, le changement climatique et la sécurité alimentaire, et la politique climatique, l'atténuation et la justice, en particulier dans les pays en développement. Elle s'intéresse particulièrement à l'écologie politique de la gestion de l'environnement aux Amériques, notamment au Mexique.
Elle a travaillé sur les impacts humains de la sécheresse dès les années 1980 et sur les impacts du changement climatique sur les systèmes alimentaires en utilisant des techniques pionnières de modélisation climatique et des modèles de simulation de culture. Ayant identifié les limites des approches de modélisation, elle a ensuite effectué un travail sur le terrain au Mexique, qui a examiné la vulnérabilité aux risques naturels dans le secteur agricole et les impacts potentiels du changement climatique sur les systèmes alimentaires. Elle a également examiné les effets du néolibéralisme sur la société latino-américaine et les régimes environnementaux, en particulier le long de la frontière américano-mexicaine .
Au cours des dernières années, elle s'est concentrée sur les dimensions internationales de la politique climatique et la croissance de la nouvelle économie carbone. Elle donne souvent des conférences et des commentaires sur les questions climatiques mondiales,. Elle a été co-auteure d'une série d'articles de grande envergure sur les limites planétaires et la gouvernance du système terrestre.
Elle a également dirigé plusieurs grands projets de recherche collaboratifs, financés principalement par des agences américaines et européennes. En 2011, elle faisait partie d'un groupe qui a informé le Dalaï Lama (2011)  sur le changement climatique.
- Bourse Guggenheim (2014)
- Distinctions décernées par l'Association of American Geographers aux côtés de Mei-Po Kwan (2011)
- Médaille d'or du fondateur de la Royal Geographical Society, pour " avoir promu l'idée que les impacts climatiques dépendent autant de la vulnérabilité que du changement climatique physique, et surtout avoir montré comment l'évolution des conditions socio-économiques et politiques a modifié les schémas de vulnérabilité climatique " (2010) [9]
- Prix Mitchell pour le développement durable (1991)

## Publications[10]

### Ouvrages
- Richardson, K, Steffen W. and Liverman D. eds. 2011. Climate Change: Risks, Challenges, Decisions. Cambridge University Press.
- National Academy of Sciences. 2010. Informing an Effective Response to Climate change. Panel report for America's Climate Choices (lead author, Diana Liverman). National Academies Press, Washington DC. 300pp
- Marston, S., Knox, P., Liverman D., Del Casino, V. and Robbins, P. 2010. World Regions in Global Context. Prentice Hall, 480pp.
- Ingram J., Ericksen P and Liverman D. 2010. eds. Food Security and Global Environmental Change. Earthscan
- Knox P, S. Marston and D.M.Liverman. 2009. Human Geography: Places and Regions in Global Context. Edition 5. Prentice Hall.
- Castree, N. Demeritt D., Liverman D.M. and Rhoads B. eds. 2009. A Companion to Environmental Geography. Wiley Blackwell. 588pp.
- Liverman and others, 1998. People and Pixels: Linking Remote Sensing and Social Science. National Academies Press, Washington DC.

### Articles
- DeFries, R., E. Ellis, F. S. Chapin III, P. Matson, B. L. Turner II, A. Agrawal, P. Crutzen, C. Field, P. Gleick, P. Kareiva, E. Lambin, E. Ostrom, P. Sanchez, J. Syvitski, and D.M. Liverman. 2012. Planetary Opportunities: A social contract for global change science to contribute to a sustainable future. BioScience, vol. 62, n° 6, juin 2012 (https://www.jstor.org/stable/10.1525/bio.2012.62.6.11 ; https://www.jstor.org/stable/10.1525/bio.2012.62.issue-6), Oxford University Press on behalf of the American Institute of Biological Sciences.
- Lovell H and Liverman D.M. 2010. Understanding carbon offset technologies. New Political Economy. 15(2):255-273
- New, M, Liverman D.M., Schroeder H. and Anderson K. 2010. Four degrees and beyond: the potential for a global temperature increase of four degrees and its implications Phil. Trans. R. Soc. A January 13, 2011 369:6-19; doi: 10.1098/rsta.2010.0303
- Rockström J, W. Steffen, K. Noone, Å. Persson, F.S. Chapin, E.F. Lambin, T.M. Lenton, M.Scheffer, Carl Folke, H.J. Schellnhuber, B. Nykvist, C.A. de Wit, T. Hughes, S. van der Leeuw, H. Rodhe, S. Sörlin, P.K. Snyder, R. Costanza, U. Svedin, M.Falkenmark, L. Karlberg. R.W. Corell. V.J. Fabry, J.Hansen, B.Walker, D.M. Liverman, K. Richardson, P.Crutzen & J.A. Foley. 2009. A safe operating space for humanity. Nature 461, 472-475. doi:10.1038/461472a
- Lovell H., Bulkeley H. and Liverman D.M. 2009. Carbon offsetting: Sustaining Consumption. Environment and Planning A 41(10): 2357-2379
- Liverman D.M. 2009. The geopolitics of climate change: avoiding determinism, fostering sustainable development. Climatic Change. 96(1-2): 7-11.
- Liverman, D.M. 2009. Conventions of Climate Change: Constructions of danger and the dispossession of the atmosphere. Journal of Historical Geography. 35(2):279-295
- Bumpus A.G. and Liverman D.M. 2008. Accumulation by decarbonisation and the governance of carbon offsets. Economic Geography 84(2): 127-156.
- Lemos, M.C., E. Boyd, E. Tompkins, H. Osbahr, D.M. Liverman 2007. Developing adaptation and adapting development. Ecology and Society, 12(2): 26 [online] URL: http://www.ecologyandsociety.org/vol12/iss2/art26/
- Liverman D.M. 2007. Survival into the Future in the Face of Climate Change. Survival: The Survival of the Human Race (2006 Darwin Lectures). E. Shuckburgh. Ed. Cambridge, Cambridge University Press: 187-205.
- Liverman D.M. and Vilas S. 2006. Neoliberalism and the environment in Latin America. Annual Review of Environment and Resources 31(1): 327-363.
- Liverman, D.M. 2004. Who governs, at what scale and at what price? Geography, environmental governance and the commodification of nature. Annals of the Association of American Geographers. 94(4): 734-738.
- Vasquez M. and Liverman D.M. 2004. The political ecology of land-use change: Affluent ranchers and destitute farmers in the Mexican Municipio of Alamos. Human Organization 63(1): 21-33.
- Liverman D.M. 1999. Vulnerability and Adaptation to Drought in Mexico. Natural Resources Journal 39(1): 99-115.
- Liverman D.M. 1999. Geography and the Global Environment. Annals of the Association of American Geographers. 89(1): 107-124.
- Conde, C., DM. Liverman, M. Flores, R. Ferrer, R. Araujo, E. Betancourt, G. Villarreal, and C. Gay. 1997. Vulnerability of rainfed maize crops in Mexico to climate change. Climate Research. 9(1-2): 17-23
- Appendini K. and D.M. Liverman 1994. Agricultural policy and climate change in Mexico. Food Policy. 19(2): 149-164.
- Liverman, D.M. and K. O'Brien, 1991. Global Warming and Climate Change in Mexico. Global Environmental Change 1(4): 351-364
- Liverman, D.M. 1990. Drought and Agriculture in Mexico: The case of Sonora and Puebla in 1970. Annals of the Association of American Geographers 80(1):49-72.
- (en) Frank Biermann, Michele M. Betsill, Joyeeta Gupta, Norichika Kanie, Louis Lebel, Diana Liverman, Heike Schroeder, Bernd Siebenhüner et Ruben Zondervan, « Earth system governance: a research framework », International Environmental Agreements: Politics, Law and Economics, Springer Science+Business Media, vol. 10, no 4,‎ 8 octobre 2010, p. 277-298 (ISSN 1567-9764 et 1573-1553, DOI 10.1007/S10784-010-9137-3).